# Редькін Олександр Архипович
Олександр Архипович Редькін (нар. 13 вересня 1931, Успенка) — український скульптор; член Спілки радянських художників України з 1960 року.

## Біографія
Народився 13 вересня 1931 року в селі Успенці (тепер селище міського типу Луганського району Луганської області, Україна). 1952 року закінчив Ворошиловградське художнє училище, де навчався у Л. Тригубова, В. Дядичева, М. Шевченка; 1958 року — Харківський художній інститут (викладачі: Ірина Мільгунова, Олексій Кокель, Григорій Бондаренко).
Жив в Успенці, в будинку на вулиці Річній, № 11 та в Луганську на кварталі Левченка, № 15, квартира № 4. Після проголошення Луганської народної республіки залишився жити на її території, став членом Спілки художників ЛНР, професором Луганської державної академії культури і мистецтв.

## Творчість
Працював в галузі станкової та монументальної скульптури. Серед робіт:
станкова скульптура
- «Портрет прокатника В. Лунгу» (1959, гіпс; у співавторстві з Петром Кізієвим);
- «Портрет Петра Кізієва» (1960, гіпс тонований)[4];
- «Маленький Тарас» (1963);
- «Бригада формувальників О. Великоцького» (1970, бронза);
- «Щит Батьківщини» (1965—1971, кований алюміній).

монументальна скульптура

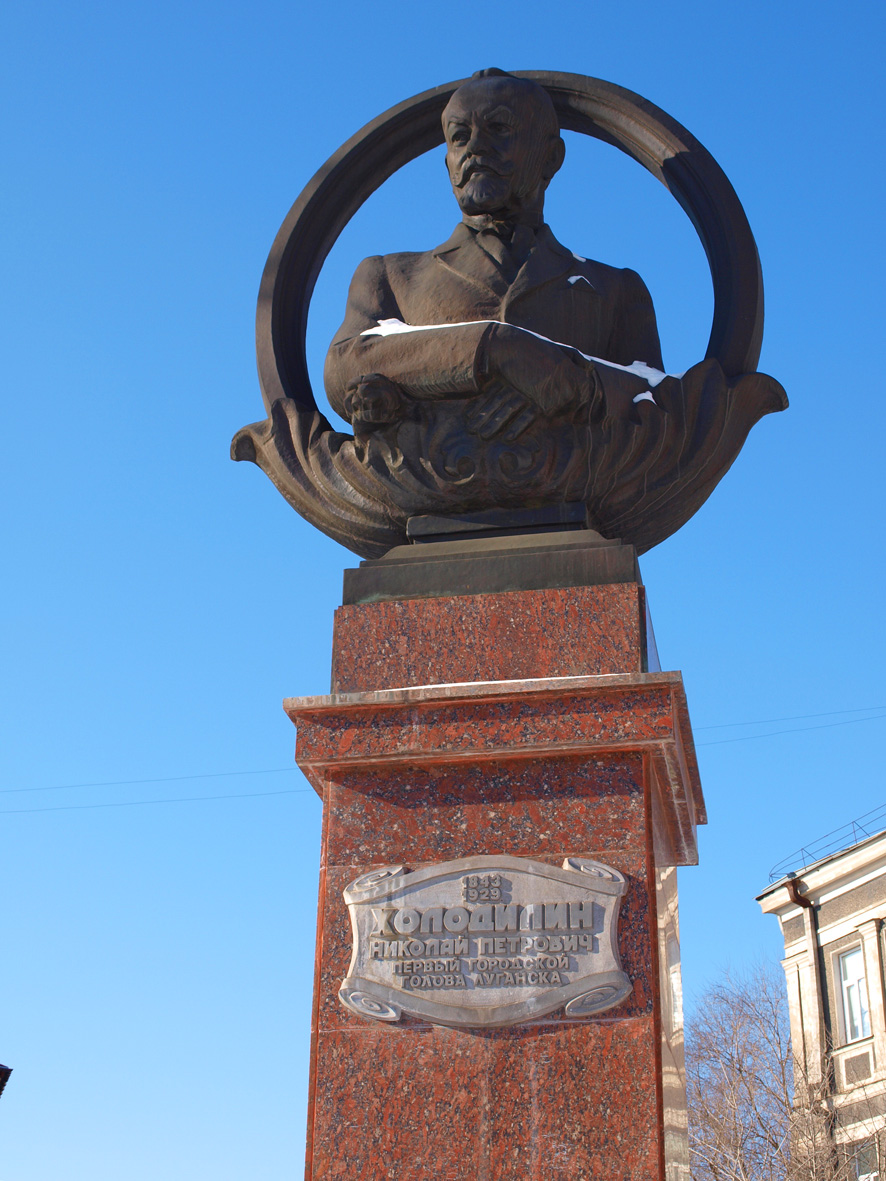
Пам'ятник першому міському голові Луганська Миколі Холодиліну.

- меморіальний ансамбль на могилі молодогвардійців у Сорокиному (1963—1965, у співавторстві з Петром Кізієвим, Георгієм Головченком та Анатолієм Самусем);
- обеліск на честь 20-річчя перемоги у німецько-радянській війні у Луганську (1965, граніт, нержавіюча сталь, алюміній; у співавторстві з Петром Кізієвим та Анатолієм Самусем, апхітектор Георгій Головченко);
- меморіальна композиція на могилі загиблих воїнів у німецько-радянській війні в Брянці (1965—1966, у співавторстві з Петром Кізієвим та Анатолієм Самусем);
- пам'ятник засновнику Луганська Карлу Гаскойну (1995);
- пам'ятник першому міському голові Луганська Миколі Холодиліну (1996);
- обеліск «Перемога» (2000);
- погруддя першого голови ЛНР Валерія Болотова[3];
- меморіальна дошка Народному артисту ЛНР Юрію Дерському[3].

Брав участь у всеукраїнських виставках з 1960 року.

## Відзнаки
- Лауреат Луганської обласної премії імені «Молодої гвардії» за 1967 рік[1];
- Заслужений художник України з 2009 року[5];
- Народний художник ЛНР[3].